# Acciaio norico

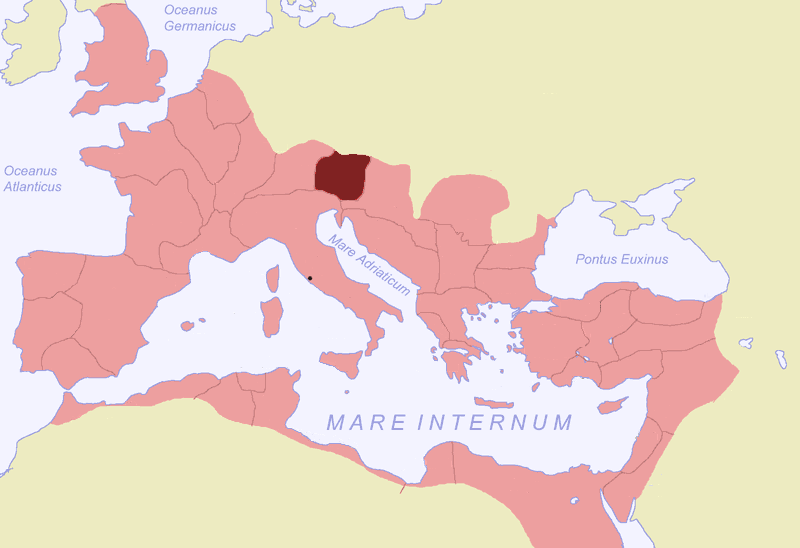
La provincia del Norico nell'Impero romano.

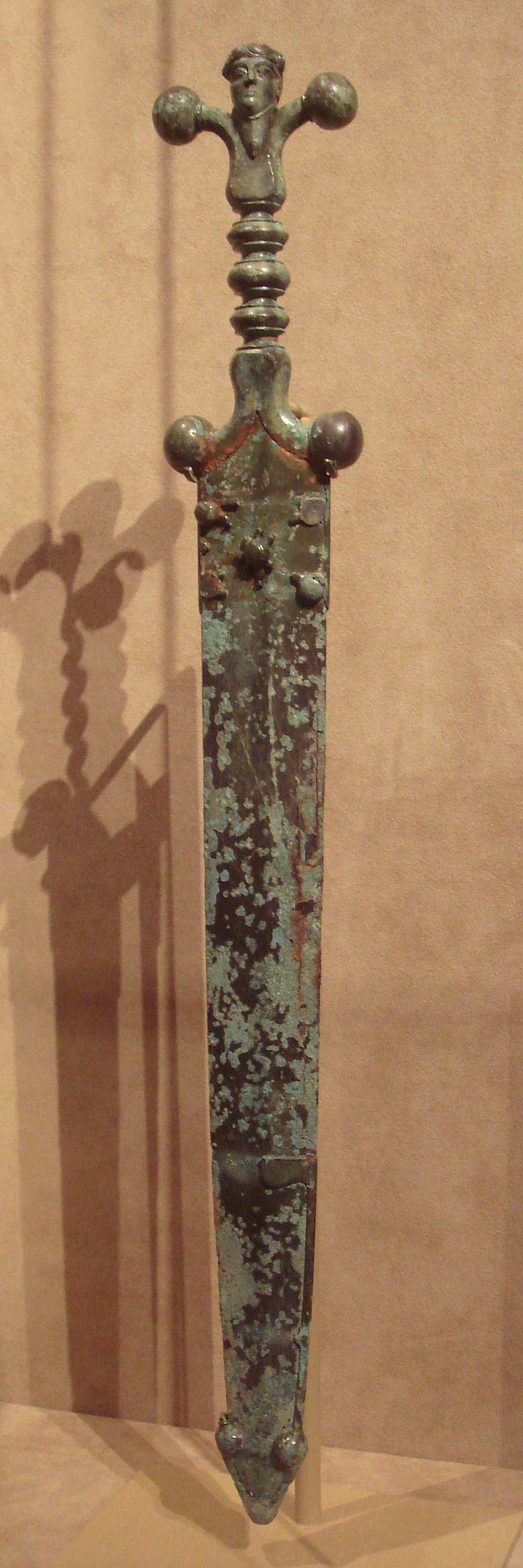
Spada celtica interamente realizzata in acciaio norico - circa 60 a.C.

L'acciaio norico (latino: chalybs noricus) era un acciaio ad alto contenuto di carbonio prodotto nell'antica regione norica e famoso in tutto l'Impero romano, dove era impiegato per la produzione di armi, per la sua durezza. Un centro di produzione era Magdalensberg.

## Storia
La proverbiale durezza dell'acciaio norico è espressa da Ovidio, durior [...] ferro quod noricus excoquit ignis, it. "Più duro del ferro temperato dal fuoco norico". Il minerale ferroso era estratto da due montagne ancora note come Erzberg, "montagne minerarie", una a Hüttenberg, in Carinzia, l'altra a Eisenerz, in Stiria, a 70 km di distanza l'una dall'altra.
Una spada ritrovata a Krenovica, in Moravia, risalente circa al 300 a.C., in base alla sua composizione chimica, compatibile con il minerale estratto a Erzberg, è stata identificata da Buchwald come un esempio primitivo di acciaio norico. Una spada più recente, datata al 100 a.C. e rinvenuta a Zemplín, nella Slovacchia orientale, è caratterizzata da una lunghezza non comune (0,95m) e dal fatto di recare una incisione in latino (?V?TILICI?O); Buchwald la identifica come una "bella spada in acciaio norico".